# Oleksandr Hrušyn
Oleksandr Ihorovyč Hrušyn (in ucraino Олександр Ігорович Грушин?; 19 luglio 1998) è un lottatore ucraino, specializzato nella lotta greco-romana.

## Palmarès
| Anno | Manifestazione   | Sede        | Evento | Risultato | Note |
| ---- | ---------------- | ----------- | ------ | --------- | ---- |
| 2015 | Mondiali cadetti | Sarajevo    | 54 kg  | Oro       |      |
| 2016 | Europei junior   | Bucarest    | 60 kg  | Bronzo    |      |
| 2016 | Mondiali junior  | Mâcon       | 60 kg  | 5º        |      |
| 2017 | Europei U23      | Szombathely | 59 kg  | 7º        |      |
| 2017 | Europei junior   | Dortmund    | 60 kg  | 5º        |      |
| 2017 | Mondiali junior  | Tampere     | 60 kg  | Bronzo    |      |
| 2018 | Europei U23      | Istanbul    | 63 kg  | 7º        |      |
| 2018 | Europei junior   | Roma        | 63 kg  | Oro       |      |
| 2018 | Mondiali junior  | Trnava      | 63 kg  | 18º       |      |
| 2018 | Mondiali U23     | Bucarest    | 63 kg  | Bronzo    |      |
| 2019 | Europei U23      | Novi Sad    | 63 kg  | 5º        |      |
| 2019 | Mondiali         | Nur-Sultan  | 63 kg  | 15º       |      |
| 2019 | Mondiali U23     | Budapest    | 63 kg  | 10º       |      |
| 2021 | Europei          | Varsavia    | 63 kg  | 10º       |      |
| 2021 | Mondiali U23     | Belgrado    | 63 kg  | 7º        |      |
| 2022 | Europei          | Budapest    | 63 kg  | Bronzo    |      |
| 2022 | Mondiali         | Belgrado    | 63 kg  | 30º       |      |
| 2023 | Europei          | Zagabria    | 63 kg  | 10º       |      |
| 2024 | Europei          | Bucarest    | 63 kg  | Argento   |      |